# 围炉夜话
围炉夜话，清朝作家王永彬的作品，成书于咸丰年间。该书与明朝洪应明《菜根谭》、陸紹珩《醉古堂劍掃》一起并称“处世三大奇书”，此书为明、清清言小品之一种，内容出于作者和家属闲谈时的感悟。主题为“安身立命”，而后从修身养性、为人处事、持身立业、读书立志、安贫乐道、济世助人、持家教子、忠孝节义、为官执政等十多处来细讲人生哲理，作者自號「識字農人」。
全文由221條語錄組成，王永彬於清朝咸丰甲寅二月，在一经堂将书籍写出并出版。

## 文风
围炉夜话的文风较《菜根谭》、《醉古堂剑扫》二书要更为平易。后世汉语谚语“百善孝为先，万恶淫为首”的出典即为该书。由于其作者偏好田园式的耕读生活，字里行间显露出对其生活时代传统道德渐失的不满。复旦大学教授马美信认为，该书既有其所以益世人处，也有其所不足取处。

## 外部連結
- 《围炉夜话》全文在线阅读 (简繁体白话翻译)（页面存档备份，存于）
- 《圍爐夜話》全文（页面存档备份，存于）